# Penton (motocicleta)
Penton va ser una marca nord-americana de motocicletes de fora d'asfalt dissenyades pel nord-americà John Penton i fabricades per KTM a Àustria per a la seva distribució als Estats Units entre el 1968 i el 1978.

## Història

### Orígens
John Penton fou un experimentat pilot de motociclisme fora d'asfalt nord-americà. El 1950, juntament amb els seus germans, va obrir un concessionari de motocicletes a Amherst (Ohio), on van vendre motocicletes BSA, BMW i NSU. Penton va esdevenir un dels millors pilots d'enduro americà i va representar els Estats Units als Sis Dies Internacionals (ISDT) en set ocasions entre el 1962 i el 1970. Després de guanyar el Jack Pine Enduro de 1966 amb una Husqvarna, el fabricant suec el va nomenar distribuïdor de la marca per a la Costa Est dels Estats Units.
A mesura que la generació del baby boom va arribar a la majoria d'edat durant les dècades del 1960 i 1970, el motociclisme fora d'asfalt va experimentar un auge de popularitat. Penton va intentar capitalitzar aquest auge proporcionant una motocicleta lleugera. Com que no va convèncer Husqvarna de produir una moto fora d'asfalt encara més lleugera, va decidir proposar-li-ho al fabricant austríac KTM, el qual, aleshores, produïa bicicletes i ciclomotors. Penton es va oferir a aportar 6.000 dòlars dels seus propis diners si KTM construïa prototips segons les seves especificacions, que després es vendrien als Estats Units sota la marca Penton.

### Models

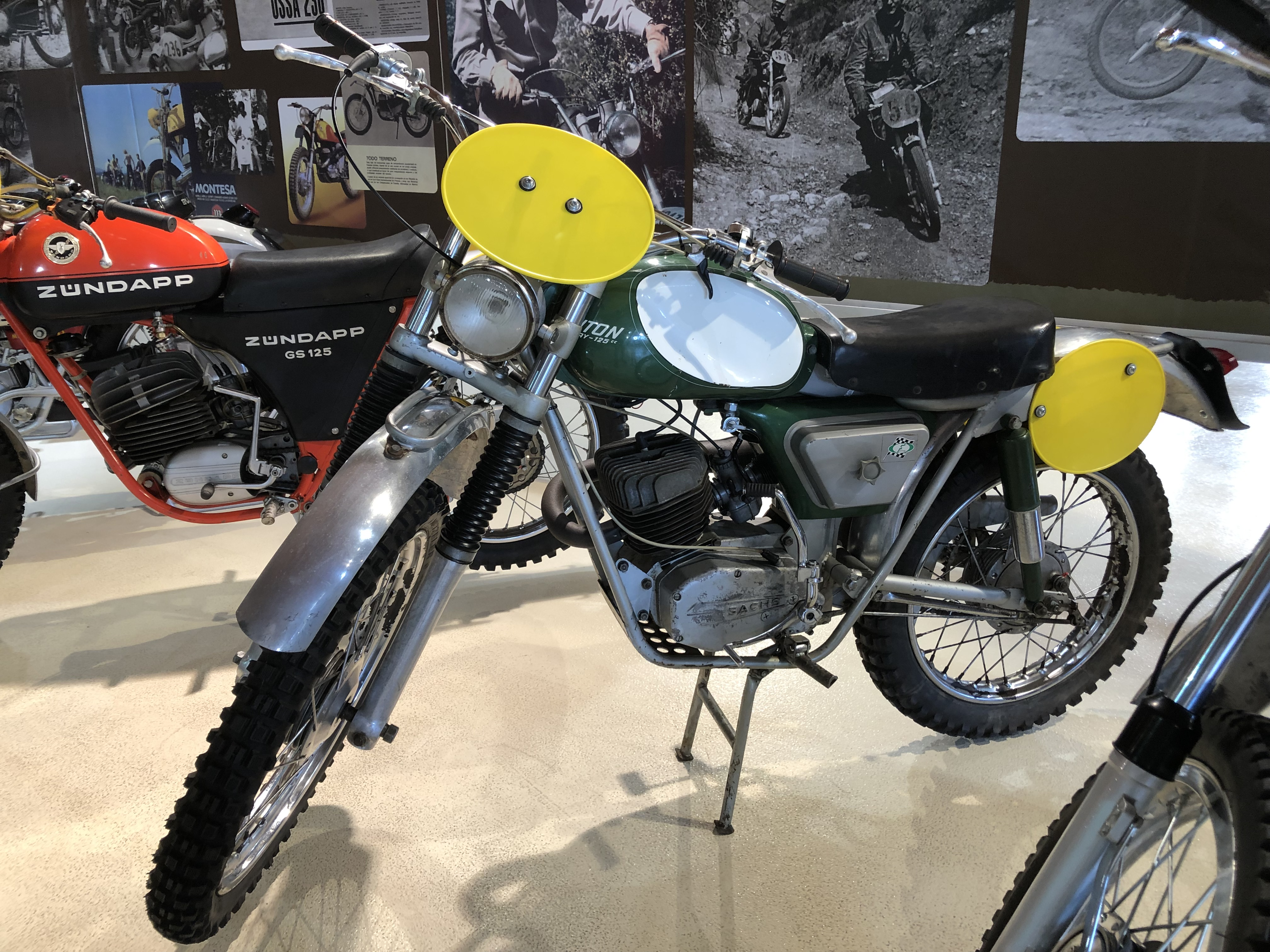
Una Penton Six Day 125 de 1968

Les primeres Penton es van produir el 1968 i feien servir motors Sachs de petita cilindrada modificats, amb les suspensions i altres detalls millorats. Aquells primers models van obtenir èxits als ISDT, curses americanes d'enduro (com ara la Michigan Jack Pine Endurance Run), scramble i motocròs. Penton va formar un equip de competició integrat per alguns dels millors pilots americans d'enduro de l'època, entre ells el seu fill, Jack Penton, que va competir en 12 edicions dels ISDT, així com Dick Burleson, Carl Cranke i Billy Uhl.
La cilindrada més popular de les Penton al mercat era la de 125 cc (model Six Day), però també se'n van fabricar de 100 cc (Berkshire) i, més tard, de 175 cc (Jackpiner, el 1972), 250 cc (Hare Scrambler, el 1973) i 400 cc (Mint, el 1974). A partir de 1972 es van introduir dipòsits de benzina de fibra de vidre i tots els models de 175 cc i més grans van fer servir motors KTM. El 1974 s'hi van introduir forquilles de gas de recorregut més llarg amb amortidors posteriors col·locats per a aconseguir més recorregut de suspensió, parafangs de plàstic lleugers i bastidors d'acer al crom-molibdè d'alta qualitat.
El 1976 van aparèixer per primera vegada dos models diferents especialitzats per a l'ús en motocròs (MC5) i enduro (Cross Country). La gamma MC5 de motocròs duia forquilles lliscants de magnesi d'eix principal de recorregut més llarg per tal de complementar la configuració de suspensió posterior amb relació de palanca alta, fent que tots els models tret del de 125 cc fossin plenament competitius.
Altres models menys corrents van ser la Mudlark de trial (fabricada per Wassell, un fabricant de components d'Anglaterra), amb versions de tipus trail (la Cafe MX) i enduro (la Woodsman), la Hiro 125 (la Six Day clàssica, però amb motor italià Hiro) i la K-R (inicials de Kenny Roberts) per a curses de short track.

### Venda a KTM
El 1978, la producció, desenvolupament i distribució de les antigues Penton van ser assumides completament per KTM. Quan Penton va vendre la distribució a KTM aquell any, s'havien venut més de 25.000 motocicletes Penton a Amèrica.
Al cap de quasi vint anys, el 1997, KTM va llançar una producció limitada de la primera motocicleta d'enduro KTM de 200 cc per a celebrar el 30è aniversari de la primera motocicleta Penton amb motor KTM. Anomenada KTM Jackpiner 200 LE, la moto duia el dipòsit i les tapes del filtre de color blau amb la marca "Penton" i la signatura de John Penton en un adhesiu enganxat al parafang anterior.